# Dalmatie (thème)
Pour la région actuelle, voir Dalmatie.

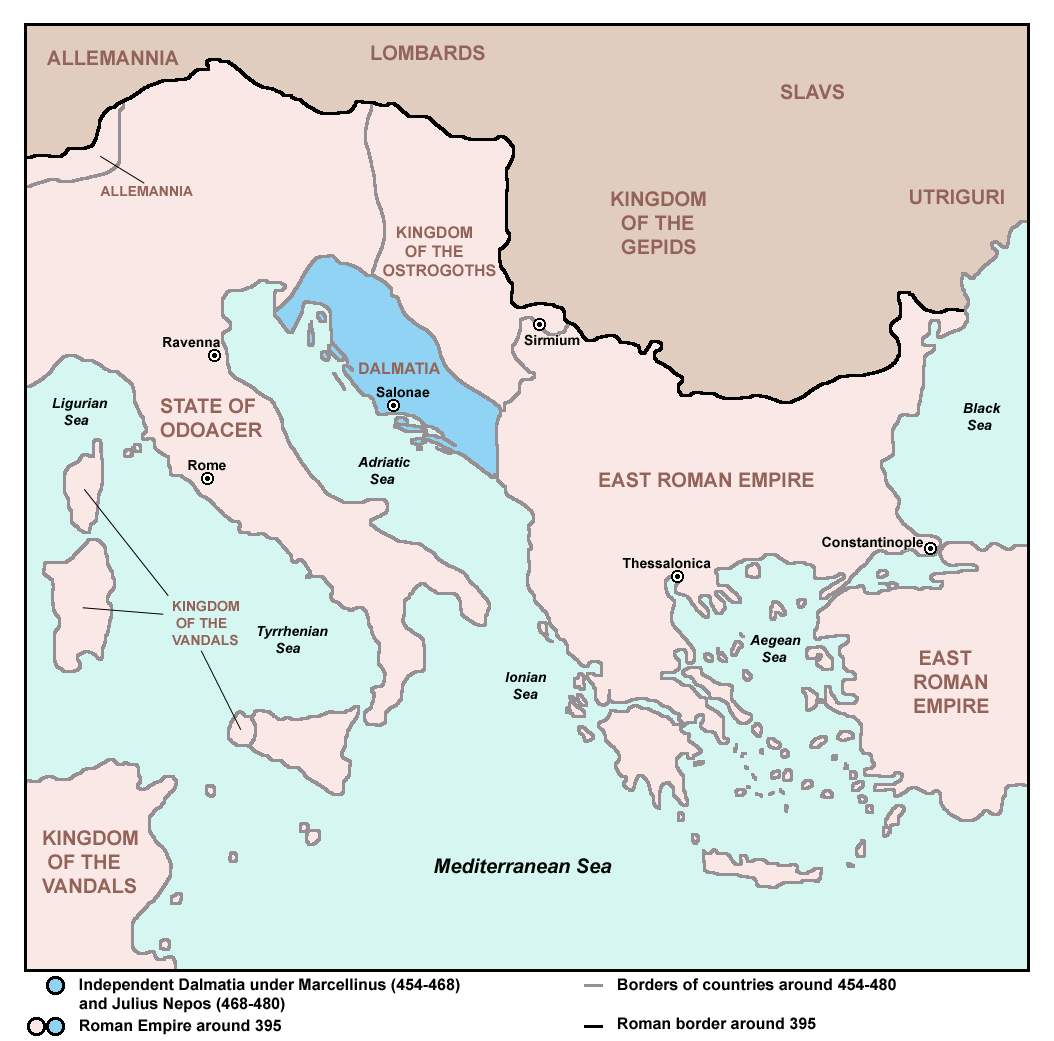
Dalmatie vers 450-480

Le thème de Dalmatie est une province de l'Empire byzantin correspondant en grande partie à la province romaine et romaine tardive homonyme, sur la côte Adriatique, centrée autour des villes principales de Spalaton (actuelle Split, en Croatie) et Rhagusium (actuelle Dubrovnik, en Croatie). L'organisation de la province en thème remonte à l'intervention dans la région de Basile Ier après une période d'indépendance de fait qui suit la restitution par les Francs de la Dalmatie aux Byzantins en 812.

## Origine

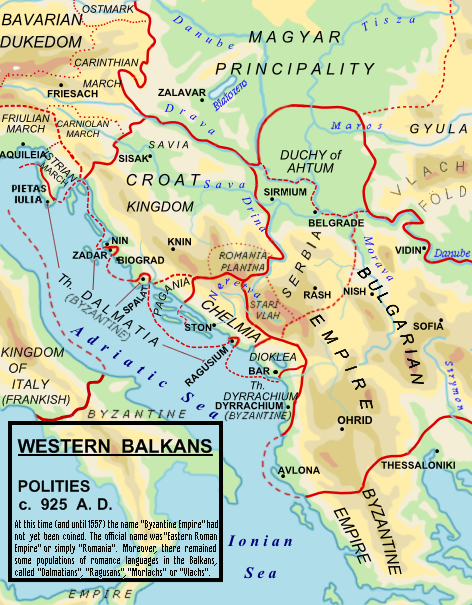
Les Balkans vers 925 avec le thème de Dalmatie, qui passe peu après sous la juridiction de la Vénétie maritime.

La Dalmatie passe sous le contrôle de l'Empire byzantin dans les années 530 quand les généraux de l'empereur Justinien Ier la prennent des mains des Ostrogoths lors de la guerre des Goths. Les invasions des Avars et des Slaves lors du VIIe siècle entraînent la destruction des principales cités tandis que l'arrière-pays est envahi. Le contrôle byzantin se limite aux îles et à quelques cités côtières comme Spalaton et Rhagusium tandis que Zara (actuelle Zadar en Croatie) devient le centre épiscopal et administratif, dirigé par un archonte. 
Au tournant des VIIIe et IXe siècles, Charlemagne s'empare du nord de la Dalmatie (Istrie) mais la région revient aux Byzantins en 812 après ce que l'on a appelé la Pax Nicephori. On ignore si, après cet évènement, la région passe réellement sous le contrôle byzantin ou si celui-ci n'est que nominal. Les cités locales semblent avoir été presque indépendantes. Toutefois, un archonte de Dalmatie est mentionné en 842-843 dans le Taktikon Uspensky et un sceau parle d'un stratège de Dalmatie. Daté de la première moitié du IXe siècle, il pourrait indiquer l'existence d'un thème de Dalmatie lors d'une courte période.

## Histoire
On place traditionnellement la date de la création du thème de Dalmatie lors des premières années du règne de Basile Ier le Macédonien (de 867 à 886), après les expéditions de Nicétas Oryphas,. Le thème de Dalmatie comprend les villes de Zara (Zadar), Spalaton (Split) et Rhagusium (Dubrovnik). Cette dernière abrite une flotte chargée de contrer les raids musulmans en Adriatique (en 886, Raguse est assiégée par les Arabes).
À l'époque, Byzance, le pape et les Francs rivalisent pour obtenir le soutien des Slaves de Dalmatie. En 878, Zdeslav de Croatie est un vassal de Byzance qui dépose son prédécesseur avant de subir le même sort, montrant l'intensité des luttes de pouvoir entre ces puissances. Avec la chute de l'Empire carolingien, les Francs cessent d'être une puissance majeure dans l'Adriatique tandis que la République de Venise, initialement petite cité lacustre rattachée au thème, se transforme en ville portuaire prospère, de plus autonome, à l'époque du doge Pietro Tradonico.
Vers 923, Tomislav Ier de Croatie, l'empereur byzantin et les deux patriarches de l'Église signent un accord transférant le contrôle des cités dalmates byzantines au nouveau royaume de Croatie. C'est le commencement d'une série de manœuvres et des guerres bulgaro-croates, durant lesquelles les empereurs de la dynastie macédonienne ont maintenu un degré de contrôle varié sur les cités dalmates. Toutefois, ces mêmes empereurs, dans leurs luttes contre les Bulgares, n'hésitent pas à rechercher l'aide des Croates et des Serbes. Le stratège de Dalmatie sert alors d'intermédiaire dans les négociations.
L'Église souffre aussi d'un conflit interne analogue entre les diocèses rivaux de Split et de Nin. La puissance maritime vénitienne est barrée par les Narentins et les Croates jusqu'à ce que Pietro II Orseolo assure le contrôle de Venise sur ces deux peuples après deux interventions en 999 et 1000. En outre, il arrange deux mariages royaux entre les Croates et les Byzantins. Sous Domenico Ier Contarini, Venise reprend Zadar. La Croatie parvient à raffermir son contrôle sur ces cités sous Petar Krešimir IV de Croatie mais l'invasion des Normands fait pencher la balance du côté des Vénitiens.
Au sud, la ville de Rhagusion (plus tard Raguse, aujourd'hui Dubrovnik), toujours sous contrôle byzantin, augmente à son tour sa prospérité et sa puissance . Son diocèse est élevé au rang d'archevêché en 998. Au début du XIe siècle, le contrôle byzantin sur les cités dalmates commence à être contesté par la principauté serbe de Dioclée dont le dirigeant Jovan Vladimir prend le contrôle d'Antivari (Bar), près de la frontière avec le thème de Dyrrachium. Ses succès sont exploités et poursuivis par Stefan Vojislav, vingt ans plus tard. En 1034, le diocèse de Bar est élevé au rang d'archevêché, mais une guerre contre Théophile Érotikos s'ensuit rapidement. Mihailo Vojislavljević, le fils de Stefan, obtient le soutien du pape après le schisme de 1054. Cet évènement affaiblit encore plus l'influence byzantine en Dalmatie.
À l'exception de Rhagusion et du tiers sud de la Dalmatie, le contrôle byzantin sur la Dalmatie passe, dans les années 1060, à la République de Venise désormais indépendante. Constantin Bodin promet son soutien au pape Urbain II qui confirme le statut d'archevêché à la ville de Bar en 1089. Cela entraîne la rétrogradation temporaire du diocèse de Raguse. À la fin du XIe siècle, le royaume de Hongrie s'empare du royaume de Croatie qui contrôle le nord de l'arrière-pays dalmate. La Dioclée reste principalement sous le contrôle byzantin tandis qu'une série de conflits internes a affaibli ses dirigeants. Peu à peu, les villes dalmates, commercialement liées à Venise, passent presque toutes sous le contrôle des Hongrois par le biais de conventions commerciales qui leur accordent des privilèges.
L'influence byzantine est restaurée sous Manuel Ier Comnène mais s'efface après sa mort et est à nouveau remplacée par l'influence vénitienne. Avec la montée de Stefan Nemanja, la dynastie serbe des Nemanjić prend le contrôle de la région sud de la Dalmatie. C'est la fin du thème de Dalmatie.